# Steven Johnson (Basketballspieler)
Steven Edward Johnson (* 20. August 1966 in Charleston) ist ein ehemaliger US-amerikanisch-deutscher Basketballspieler. Als 1,97 m großer Aufbau- und Flügelspieler stand er während seiner Karriere unter anderem im Kader der Bundesligisten Brandt Hagen, TVG Trier, Bayer Leverkusen, SV Oberelchingen, SG FT/MTV Braunschweig und BCJ Hamburg.

## Karriere
Johnson spielte von 1984 bis 1988 für das College of Charleston und erzielte insgesamt 1456 Punkte für die Mannschaft. Damit lag er in der ewigen Korbjägerliste der Hochschule auf dem vierten Rang, als er seine Collegelaufbahn 1988 beendete. Anschließend wurde Johnson vom NBA-Verein Charlotte Hornets vor dessen Premierensaison zu einem Probetraining eingeladen.
Nachdem sich ein Engagement in der NBA zerschlagen hatte, wechselte Johnson nach Deutschland zum Bundesligisten Brandt Hagen und zeigte in seiner ersten Saison als Profi gleich das, was ihn am College ausgezeichnet hatte: Er stellte seine Stärken als offensivstarker Aufbau- und Flügelspieler unter Beweis und sollte in den folgenden Jahren regelmäßig zu den besten Korbschützen der Basketball-Bundesliga gehören. Nach zwei Jahren in Hagen wechselte Johnson 1990 zum Ligakonkurrenten Trier. Dort spielte er, bis er während der Saison 1994/95 zu Bayer Leverkusen wechselte. Mit den Rheinländern wurde Johnson in dieser Spielzeit deutscher Meister.
Es folgten weitere Stationen in der höchsten deutschen Spielklasse: Von 1995 bis 1998 verstärkte er den SV Oberelchingen. 1995/96 war er mit 18,1 Punkten je Begegnung bester Werfer der Mannschaft. Zwischen 1998 und 2000 stand er in Braunschweig unter Vertrag. In der Saison 1998/99 kam Johnson in 24 Spielen für Braunschweig auf 10,8 Punkte je Begegnung. 1999/2000 war er mit 15,1 Punkten pro Partie drittbester Korbschütze der Niedersachsen, im Frühjahr 2000 wurde Johnson in Folge einer positiven Dopingprobe für drei Monate gesperrt. Es waren Spuren von Ephedrin und Marihuana entdeckt worden. Johnson wurde daraufhin von den Braunschweigern entlassen.
Die Saison 2000/01 bestritt er beim BCJ Hamburg, ebenfalls in der Bundesliga. Johnson zog es danach nach Frankreich, wo er in der Saison 2001/02 für den ProB-Verein Maurienne auflief. 2002 kehrte er zu Brandt Hagen zurück, dort blieb er bis zum Saisonende 2002/03.
2004/05 verstärkte er den österreichischen Bundesligisten Kraftwerk Wels. 2004 wurde er in die Hall of Fame des College of Charleston aufgenommen.
Im November 2005 wurde Johnson als Nachfolger von Steven Wriedt Cheftrainer des deutschen Zweitligisten Iserlohn. Im Frühjahr 2006 wurde Johnson in diesem Amt von Paris Konstantinidis beerbt.